# Усть-Чумиш
Усть-Чуми́ш (рос. Усть-Чумыш) — село у складі Тальменського району Алтайського краю, Росія. Входить до складу Шишкинської сільської ради.

## Населення
Населення — 74 особи (2010; 69 у 2002).
Національний склад (станом на 2002 рік):
- росіяни — 93 %